# Boromys
Boromys is een uitgestorven geslacht van zoogdieren uit de familie van de stekelratten (Echimyidae). De wetenschappelijke naam van het geslacht werd in 1916 gepubliceerd door Gerrit Smith Miller Jr.

## Soorten
Er worden 2 soorten in dit geslacht geplaatst:
- † Boromys offella Miller, 1916
- † Boromys torrei Allen, 1917